# Cyathea pseudonanna
Cyathea pseudonanna là một loài thực vật có mạch trong họ Cyatheaceae. Loài này được (L.D. Gómez) Lellinger mô tả khoa học đầu tiên năm 1985.